# Daniel Nordlander
Daniel Enoch Nathanael Nordlander, född 3 januari 1829 i Uppsala, död 27 februari 1890 i Stockholm, var en svensk militär, generaldirektör och adjutant hos kung Karl XV.

## Biografi

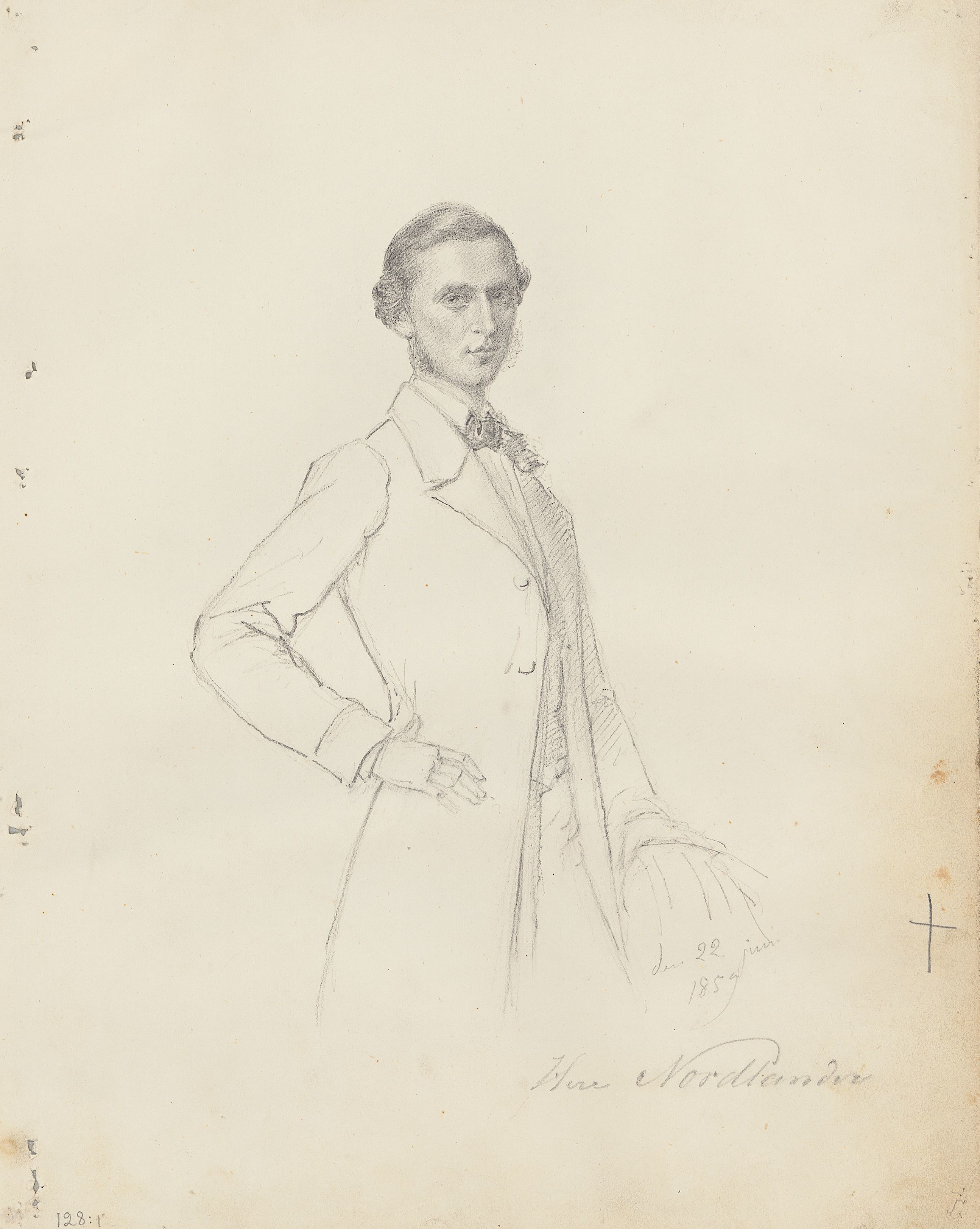
Daniel Nordlander (1859) i porträtt av Maria Röhl (1801-1875).

Daniel Nordlander tillhörde släkten Nordlander från Bjärtrå. Han var son till kyrkoherde Nils Nordlander och Anna Maria Gestrin. Han studerade vid Härnösands gymnasium och inskrevs som student vid Uppsala universitet 7 december 1846.
Nordlander blev furir 1849, underlöjtnant 9 juli 1850 vid Nerikes regemente, samt genom Högre artilleriläroverket löjtnant 2 november 1855. I armén blev han kapten 27 mars 1862, major 15 februari 1867 och överstelöjtnant 12 april 1872. Han invaldes som ledamot av Krigsvetenskapsakademien 1871.
Han tjänstgjorde som tjänsteförrättande generalstabsofficer i Lantförsvarsdepartementets kommandoexpedition 1855, generalstabsofficer 18 april 1856, ordonnansofficer 5 mars 1861, varefter han 28 januari 1864 blev adjutant hos kung Karl XV.  Nordlander var sous-chef i Lantförsvarsdepartementets kommandoexpedition 11 februari 1867 – 1872. Han blev intendent i Telegrafstyrelsen och chef för Norra telegrafdistriktet. År 1874 utnämndes han till generaldirektör och chef för Telegrafverket. Han är begraven på Solna kyrkogård.

## Utmärkelser
- Riddare av Sankt Mauritius- och Lazarusorden, RItS:t MLO, 1861
- Riddare av Sankt Olavs orden, RDDO, 1862
- Riddare av Ekkronans orden, KNEkkrO, 1867
- Riddare av Hederslegionen ,RFrHL 1867
- Riddare av Röda örns orden, RPrRÖO3 kl., 1867
- Riddare av Svärdsorden, RSO, 1871
- Riddare 2. klass av Sankt Stanislausorden, RRS:tStO 2 kl. med krasch., 1879
- Riddare av Carl XIII:s orden, RCXIII:sO, 1881
- Kommendör 1. klass av Dannebrogorden, KDDO1gr, 1885 (riddare 1862)
- Kommendör med stora korset av Nordstjärneorden, KmstkNO, 1889 (riddare 1878)